# 후난 농업대학
후난 농업대학(湖南農業大學)은 중화인민공화국의 후난 성(湖南省) 성립 대학교이며 원래 청나라 말기 시대이던 1903년 청 제국 후난 성립 창사 농업전문학원(淸 帝國 湖南省立 長沙 農業專門學院)으로 첫 개교되었다.